# Villabáscones de Bezana
Villabáscones de Bezana ist ein spanischer Ort in der Provinz Burgos der Autonomen Gemeinschaft Kastilien und León. Der Ort gehört zur Gemeinde Valle de Valdebezana. Villabáscones de Bezana liegt 95 Kilometer nördlich der Provinzhauptstadt Burgos.

## Sehenswürdigkeiten
- Kirche Santa Águeda, erbaut im 15. und 18. Jahrhundert
- Cascada de las Pisas (Wasserfall)